# Die Hölle von Manitoba
Die Hölle von Manitoba (Brasil: Duelo em Glory City ) é um filme germano/hispânico de 1965, do gênero faroeste, dirigido por Sheldon Reynolds, roteirizado por Edward Di Lorenzo e Fernando Lamas, baseado no livro de Jerold Hayden Boyd, música de Ángel Arteaga.

## Sinopse
Dois pistoleiros, um famoso e o outro desconhecido, tornam-se amigos e enfrentam bandidos, desapercebidos de que serão os protagonistas de um tradicional duelo na cidade de Glory.

## Elenco
- Lex Barker ....... Clint Brenner
- Pierre Brice ....... desconhecido
- Marianne Koch ....... Jade Grande
- Gérard Tichy ....... Jack Villaine
- Ángel del Pozo ....... Josh
- Hans Nielsen ....... Prefeito
- Carlos Casaravilla ....... Juiz
- George Rigaud ....... Seth Grande (como Jorge Rigaud)
- Wolfgang Lukschy ....... Charly
- Aldo Sambrell ....... Jake
- Santiago Ontañón ....... Banqueiro
- Antonio Molino Rojo ....... Sam